# Не дај ме ником више
Не дај ме ником више је трећи студијски албум певачице Снежане Ђуришић. Објављен је 1980. године у издању дискографске куће Дискос. Композитор свих песама је Часлав Ђоковић.

## Песме на албуму
| Бр. | Песма                       |
| --- | --------------------------- |
| 1.  | Не дај ме ником више        |
| 2.  | Права љубав мене чека       |
| 3.  | Где су наши дани среће      |
| 4.  | Враћам теби огрлицу златну  |
| 5.  | Дођи, ако верујеш у срећу   |
| 6.  | Нећу срећу сузама да плаћам |
| 7.  | На мом лицу сузе су остале  |
| 8.  | Заборави да постојим        |